# جامع باب الجزيرة
جامع باب الجزيرة هو أحد جوامع مدينة تونس العتيقة. يسمى كذلك جامع الجنائز.

## الموقع
يقع هذا الجامع في نهج الجزيرة.

## التاريخ
أسسه محمد عبد الله الغربي ما بين أواخر القرن الثاني عشر وأوائل القرن الثالث عشر. وقد تمت إعادة تهيئته خلال القرن السابع عشر عن طريق علي ثابت، وهو أحد وزراء يوسف داي.
في نهاية القرن التاسع عشر، تمت إعادة بناء منارة الجامع عن طريق المهندس أحمد شريف.

## معرض صور

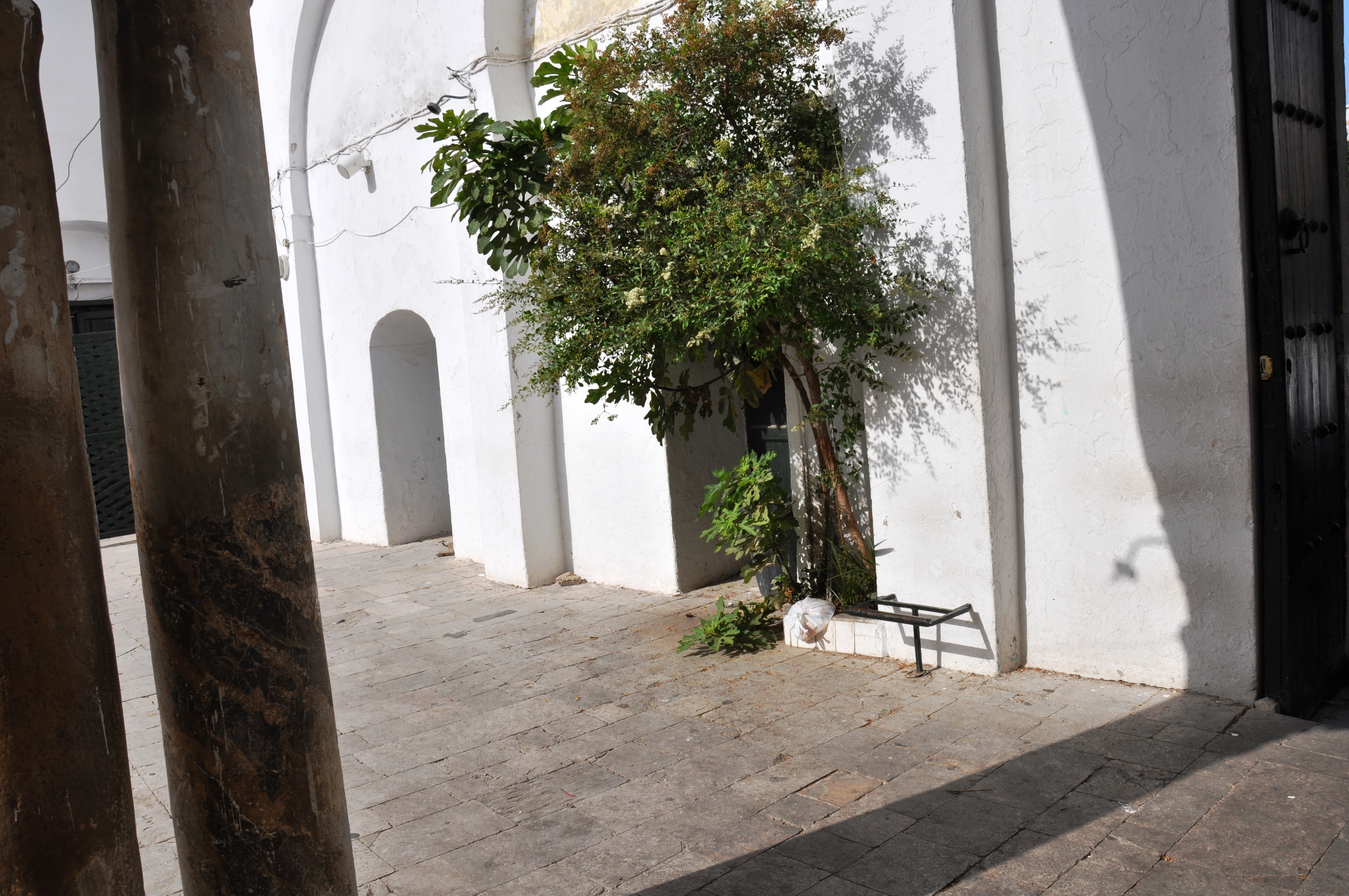
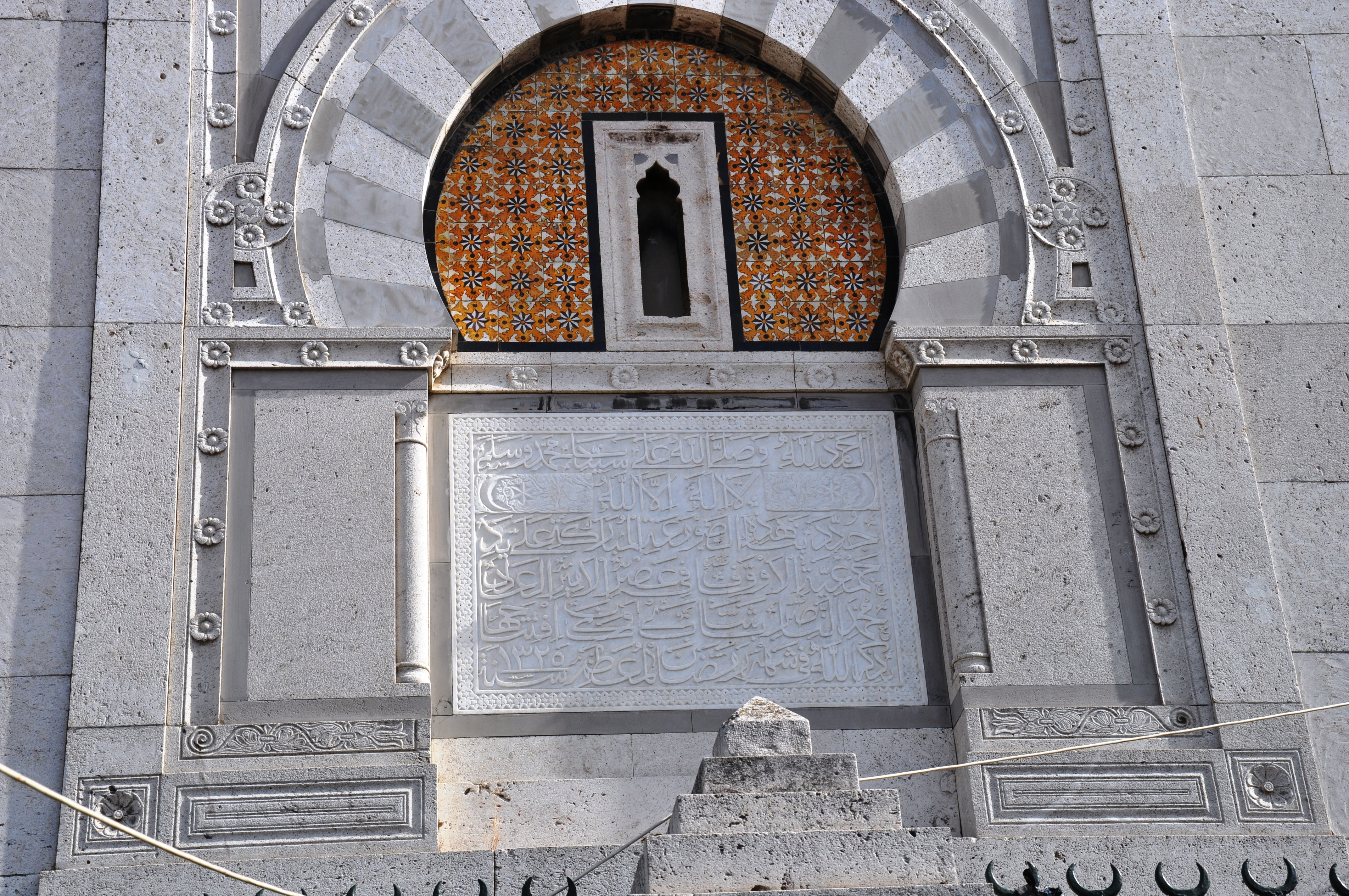
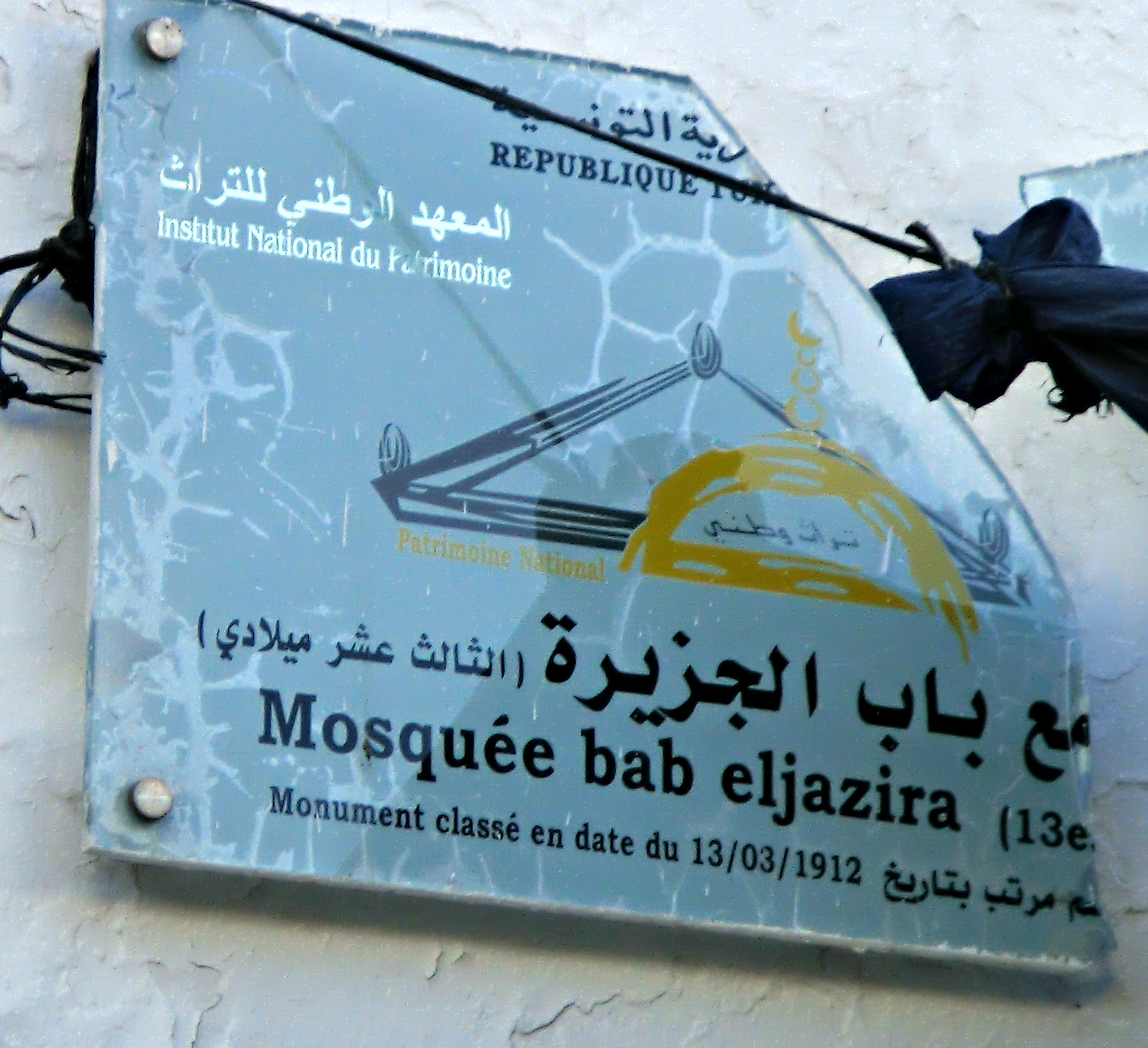
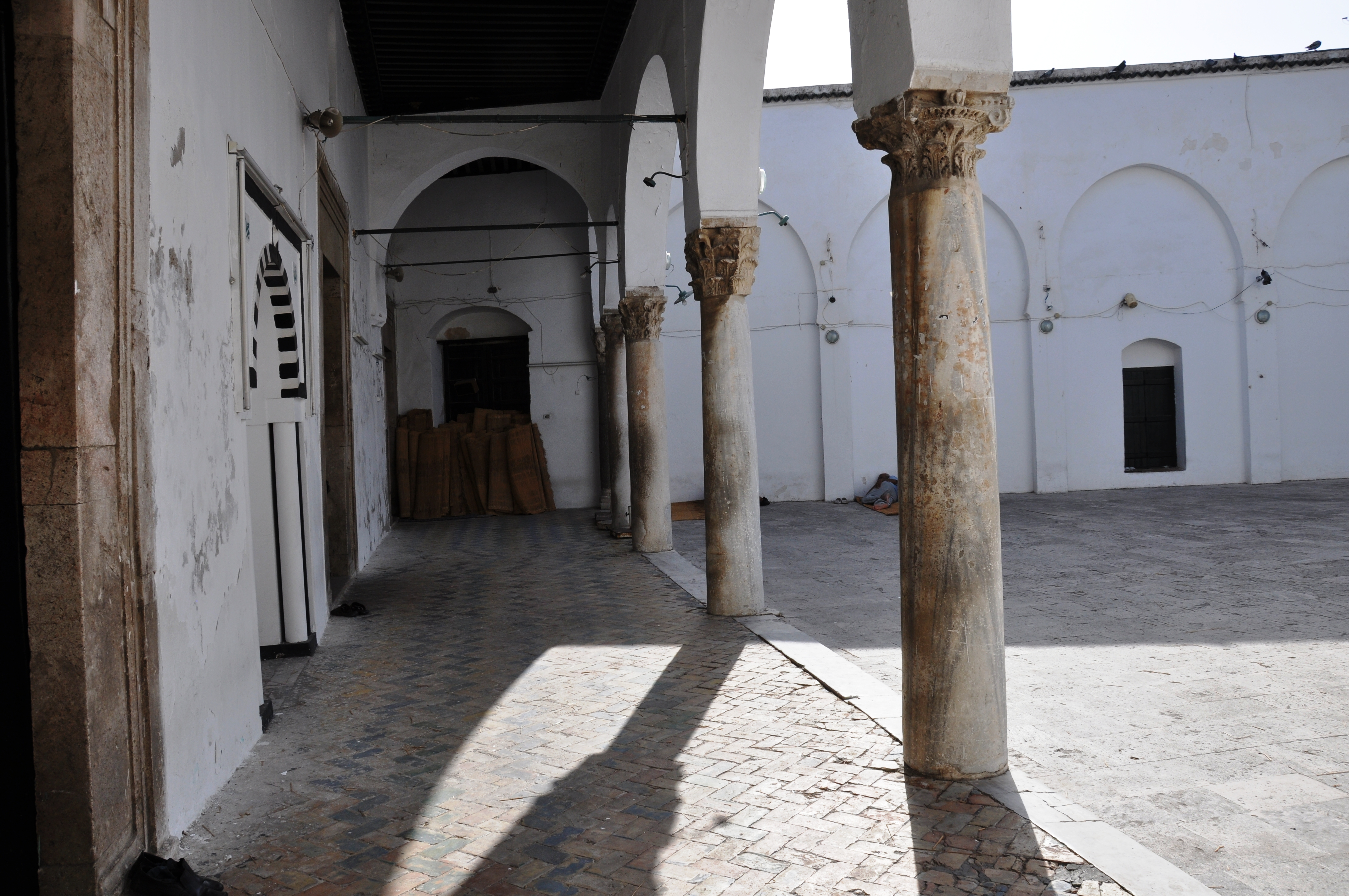
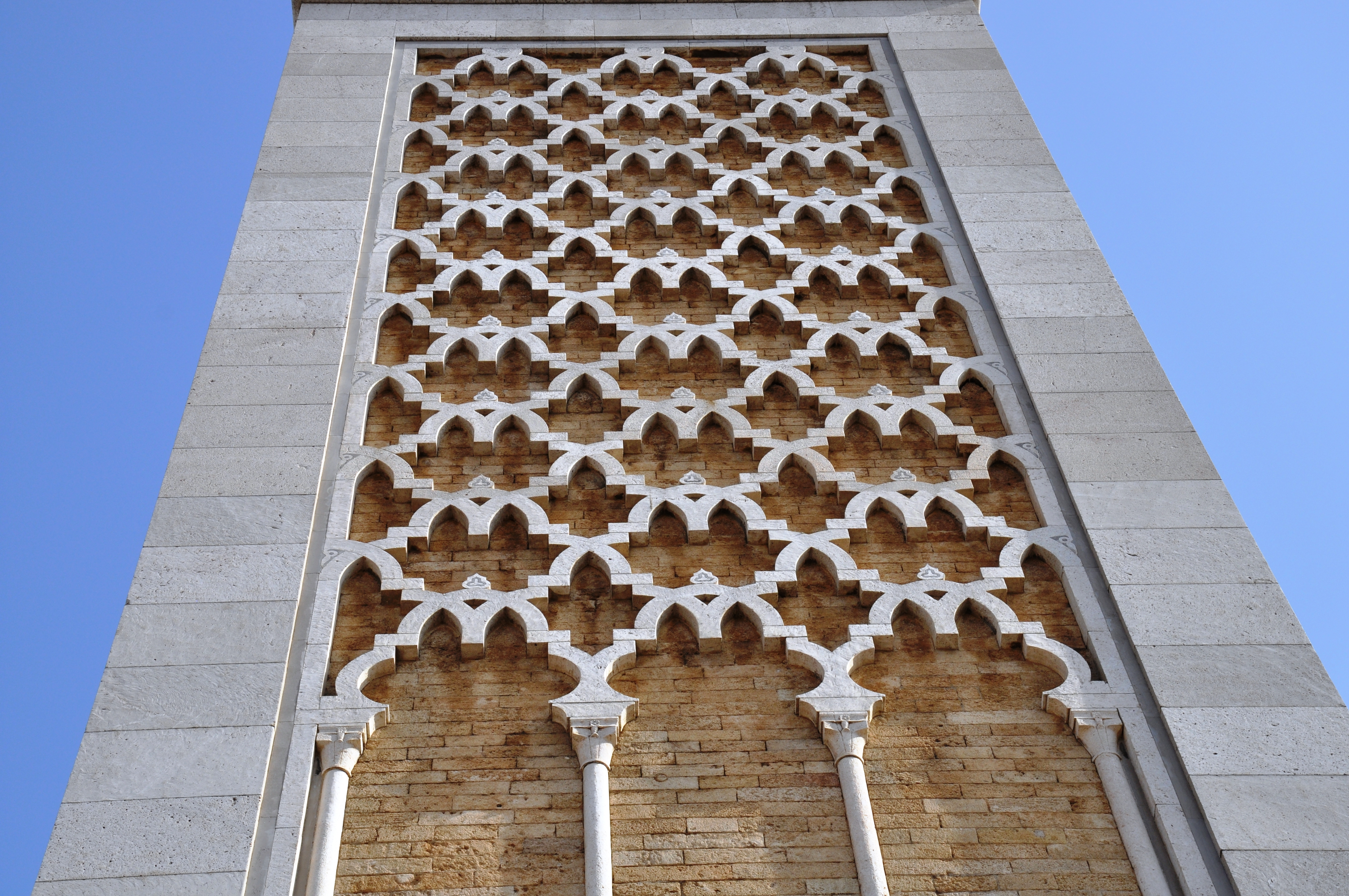